# Paectes cyanodes
Paectes cyanodes är en fjärilsart som beskrevs av Turner 1902. Paectes cyanodes ingår i släktet Paectes och familjen nattflyn. Inga underarter finns listade i Catalogue of Life.